# Lundby IF
Der Lundby IF ist ein schwedischer Fußballverein aus Göteborg. Der Klub spielte mehrere Jahre zweitklassig.

## Geschichte
Lundby IF gründete sich 1919 im Göteborger Stadtteil Lundby auf der Insel Hisingen. Bei der Einführung der offiziellen Ligapyramide zur Spielzeit 1928/29 wurde der Klub in die vierte Liga eingeteilt, aus der die Mannschaft im ersten Jahr als Staffelsieger in die Drittklassigkeit aufstieg. Mitte der 1930er Jahre etablierte sich der Klub im Aufstiegsrennen zur zweiten Liga. 1936 zog die Mannschaft als Staffelsieger der Division 3 Västsvenska Södra in die Aufstiegsrunde ein, scheiterte dort jedoch an Tidaholms GIF. Vier Jahre später wiederholte sie den Staffelsieg, dieses Mal setzte man sich gegen Kinna IF in den Aufstiegsspielen durch.
Nach einem sechsten Platz im ersten Jahr in der Division 2 Västra wurde Lundby IF vor Tidaholms GIF und dem Lokalrivalen Örgryte IS Staffelsieger im Westen. In den Aufstiegsspielen verpasste der Klub nach einem 1:1-Unentschieden durch eine 1:2-Auswärtsniederlage bei Halmstads BK den Aufstieg in die Allsvenskan. Der Erfolg konnte nicht bestätigt werden, die Mannschaft rutschte in der Folge in den hinteren Tabellenbereich ab. 1946 meldete sie sich kurzzeitig im Aufstiegsrennen zurück, im Folgejahr wurde man jedoch als Tabellensechster Opfer einer Ligareform und musste nach sieben Spielzeiten auf dem zweiten Spielniveau in die Drittklassigkeit absteigen.
1950 folgte für Lundby IF der Absturz in die Viertklassigkeit, dem später der Gang in die fünfte Liga folgte. Nach mehreren Jahren im unterklassigen Ligabereich etablierte sich die Mannschaft um das Jahr 1980 in der vierten Liga im vorderen Tabellenbereich. 1982 gelang der Wiederaufstieg in die dritte Liga, in der sie sich bis zu einer Ligareform 1986 hielt. Nach acht Jahren im vierten Spielniveau meldete sich der Klub 1994 als Staffelsieger vor dem Lokalrivalen Qviding FIF und IFK Trollhättan in der Drittklassigkeit zurück. Gemeinsam mit Mitaufsteiger Qviding FIF wusste der Klub in der neuen Liga überraschen und wurde vor dem Göteborger Verein und Holmalunds IF auch hier Staffelsieger und kehrte in die Zweitklassigkeit zurück. 
Im Abstiegskampf in der zweiten Liga verpasste Lundby IF mit zwei Punkten Rückstand hinter den punktgleichen Motala AIF, Åtvidabergs FF und Falkenbergs FF, der den Relegationsplatz belegte, einen Abstiegsplatz und musste mit GAIS und Kalmar FF direkt wieder absteigen. Vor Trollhättans FK und GAIS belegte der Klub den ersten Platz und kehrte direkt in die zweite Liga zurück, wo der Klub erneut einen Abstiegsplatz belegte und mit Norrby IF, IFK Hässleholm und IS Halmia abstieg.
Anschließend stürzte Lundby IF bis in die Fünftklassigkeit ab, schaffte aber 2003 den Wiederaufstieg in die vierte Liga. 2005 gelang in der Division 3 Norvästra Götaland hinter Lärje-Angereds IF die Vizemeisterschaft. Aufgrund finanzieller Probleme zog sich der Klub im Laufe der folgenden Spielzeit vom Spielbetrieb zurück und meldete Konkurs an. Anschließend gründete sich mit dem Lundby IF 06 ein Nachfolgeverein.